# ルイブノエ
座標: 北緯54度44分 東経39度31分 / 北緯54.733度 東経39.517度

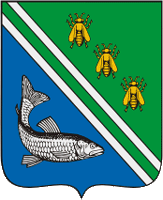
ルイブノエの紋章

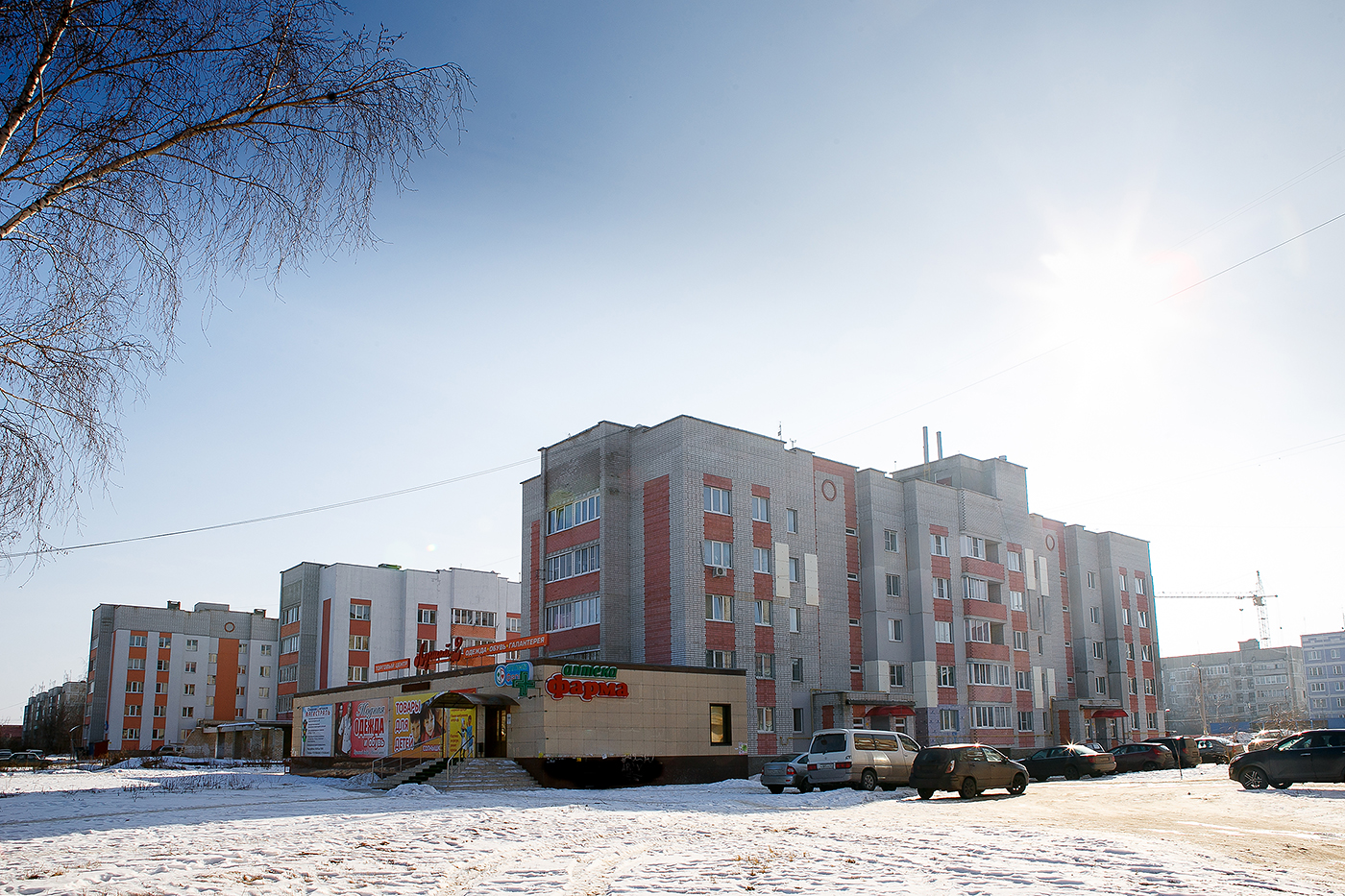

ルイブノエ（ルィーブノイェ、ロシア語: Ры́бное; Rybnoye）は、ロシア連邦のリャザン州にある町。人口は2万1069人（2021年）。州都リャザンから北西へ18キロメートル。オカ川の右支流ヴォージャ川（Вожа）沿いに建つ。

## 歴史
ルイブノエは、1597年の記録に「ルイビノ」（Рыбино）という名の村として初出している。ルイビノという地名は、ロシア語で魚を意味するルィーバから来たとされる。
19世紀末に鉄道が開通するとともに村は大きくなり、1947年には都市型集落の地位を、1961年には市の地位を得た。

## 文化
ルイブノエには歴史博物館があるほか、近隣の村コンスタンチノヴォには詩人セルゲイ・エセーニン（1895年-1925年）の生地であることを記念する博物館がある。
ルイブノエには馬の品種改良に関する科学研究所や、養蜂に関する研究所などが立地している。

## 経済・交通
ルイブノエには1864年にモスクワ・リャザン間の鉄道が開通し、鉄道駅も開業した（モスクワからの距離は180km）。駅には大きなヤードや工場があり、これが町の主な産業ともなっている。その他、周囲の農産物を利用する食品工業もある。
モスクワ＝リャザン＝タンボフ＝ヴォルゴグラード＝アストラハンを結ぶM6幹線道路はルイブノエを通っている。